# Lancement rapide
Le statut de lancement rapide celui de lancement différé sont des classifications génériques de l'état de préparation au combat appliquées pour décrire des armes nucléaires.

## Lancement rapide - Lancement différé

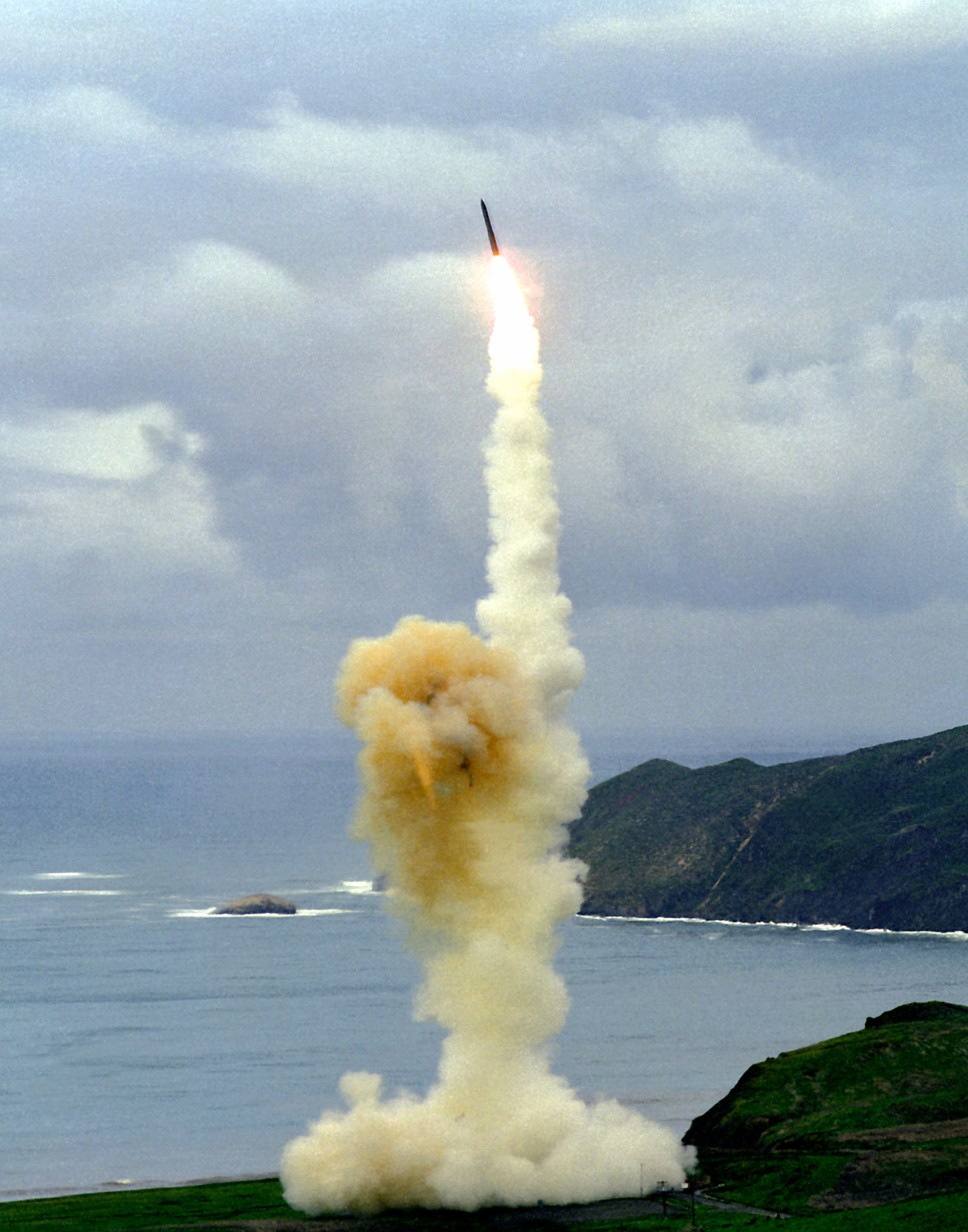
Presque tous les missiles nucléaires américains déployés, tels que le Minuteman III (photo), sont maintenus au stade de lancement rapide.

Le lancement rapide, familièrement appelé «hair trigger alert», est un état de préparation au combat au cours duquel des armes nucléaires peuvent être lancés immédiatement après réception d’un ordre de tir, avec des préparations minimes ou inexistantes.
Garder les systèmes d’armes à l’état de lancement rapide permet à l’État de réagir en cas d’alerte, augmentant ainsi la probabilité qu’il puisse répliquer avec succès contre une attaque ou lancer une première frappe nucléaire sans alerter un ennemi. Même pour les États qui ont interdit le lancement en cas d’avertissement ou de première frappe, un lancement rapide peut garantir que les missiles nucléaires qui ont survécu à une première attaque puissent effectivement être tirés rapidement avant d’être détruits.
En cas de lancement tardif, les missiles nucléaires nécessitent un certain type de préparation avant le tir, comme le ravitaillement en carburant, le montage des ogives ou le retrait manuel des barrières de lancement statiques.
Dans le cadre de la stratégie de guerre nucléaire, les armes conservées en état de lancement tardif risquent d’être détruites dans leurs silos en cas de première frappe nucléaire par un adversaire. Même si les armes survivent à une première frappe, le système de commandement et de contrôle d’un pays peut s’effondrer au moment où il est prêt à tirer. Une analyse de 1993 sur les améliorations futures du commandement et du contrôle américains prévoyait que le gouvernement des États-Unis ne pourrait continuer à fonctionner que quelques heures après une attaque initiale et ne serait pas en mesure de gérer une guerre nucléaire prolongée.
Les partisans du maintien en alerte tardive d’une partie ou de la totalité de la dissuasion nucléaire d’un pays notent plusieurs avantages, notamment une diminution du risque de lancement accidentel et un coût d’équipage réduit.

### SLBM
Les missiles mer-sol balistique stratégique, lorsqu'ils sont déployés à bord de sous-marins lanceurs d'engins, ne sont généralement pas vulnérables aux armes de l’ennemi et peuvent être maintenus au statut de lancement retardé sans entamer leur potentiel de lancement futur. Cependant, les méthodes de conservation des missiles balistiques intercontinentaux, telles que la séparation des missiles à ogive ou la mise en place de barrières de lancement statiques sur les portes des silos, peuvent ne pas être possibles dans le cas des SLBM. Plusieurs méthodes ont été proposées pour retarder le lancement des missiles balistiques, comme le déploiement de sous-marins de missiles balistiques dans des zones océaniques éloignées du principal adversaire du pays.

## Statuts par pays
| Pays          | Statut  | Observations | Source |
| ------------- | ------- | --- | ------ |
| Chine         | Mixte   | La Chine maintient pas moins de 30 ICBM à un stade de lancement rapide prêts pour une première frappe ou des représailles immédiates, cependant, la majorité de ses missiles balistiques ne sont pas équipés d’ogives; les ogives pour ces missiles sont stockées dans un endroit séparé. Pendant les périodes de tension internationale accrue, les missiles maintenus au statut de lancement retardé peuvent être montés avec des ogives et mis à niveau pour un lancement rapide. | [ 4 ]  |
| France        | Rapide  | La partie déployée des MSBS de la force océanique stratégique est maintenue à un niveau de lancement rapide. (Les aéronefs affectés au commandement des forces aériennes stratégiques ont la capacité de livrer des armes nucléaires sous forme de missiles air-sol, mais ils ne sont pas systématiquement en alerte) |        |
| Inde          | Différé | Toutes les têtes nucléaires indiennes conçues pour le montage de missiles sont stockées séparément de leurs missiles balistiques, dans un état de lancement différé. | [ 4 ]  |
| Israël        | Inconnu | À l'heure actuelle, on en sait très peu sur les capacités nucléaires israéliennes et sa doctrine. |        |
| Corée du Nord | Inconnu | Actuellement, on en sait très peu sur les capacités nucléaires nord-coréennes et sa doctrine. |        |
| Pakistan      | Différé | Toutes les têtes nucléaires pakistanaises conçues pour le montage de missiles sont stockées séparément de leurs missiles balistiques, dans un état de lancement différé. | [ 4 ]  |
| Russie        | Rapide  | La Russie conserve la quasi-totalité de ses missiles nucléaire à un niveau de lancement rapide. | [ 4 ]  |
| États-Unis    | Rapide  | Les États-Unis maintiennent la quasi-totalité de leurs missiles nucléaire à un niveau de lancement rapide. | [ 4 ]  |
| Royaume-Uni   | Différé | Le Royaume-Uni ne garde qu'un seul SNLE en patrouille, qui transporte tout son arsenal nucléaire déployé. Selon plusieurs sources, cette partie déployée des forces nucléaires britanniques nécessite probablement plusieurs jours de préavis pour préparer ses armes en vue du lancement. | ,      |